# Moonstone: A Hard Days Knight
Moonstone: A Hard Days Knight, es un videojuego desarrollado y editado por Mindscape en 1991. Fue publicado para Amiga y convertido a PC MS DOS un año después. Su título es un juego de palabras con el título de la canción de The Beatles A Hard Day's Night.
Moonstone mezcla diferentes géneros, entre los que se incluyen estrategia, combate en tiempo real y rol.
Permite hasta a cuatro jugadores participar en un juego de rol básico por turnos, con combate en tiempo real en los encuentros entre jugadores. Es también notable como uno de los videojuegos más sangrientos de su época, con peleas y muertes excepcionalmente truculentas, similares en tono a la famosa escena del combate del Caballero Negro de la película de Monty Python Los Caballeros de la Mesa Cuadrada.
El juego obtuvo críticas bastante positivas de algunos medios en su lanzamiento (90% de Amiga Action, 89% de Amiga Computing) mientras que a otros analistas no les gustó en absoluto (59% from Amiga Format, 52% from The One). Sin embargo, en la actualidad cuenta con muchos seguidores entre la comunidad de retro jugadores. El juego es muy codiciado por coleccionistas; una copia original en buen estado con todos los contenidos originales, incluyendo un mapa con el mundo del juego, es extremadamente rara, costando más de 500 libras en eBay.

## Historia y ambientación
El jugador controla a un caballero enviado por los druidas a devolver la 'moonstone' (piedra lunar) a Stonehenge. El juego soporta hasta a 4 jugadores a la vez, con la máquina controlando aquellos caballeros rivales no manejados por jugadores humanos.
El mapa se divide en 4 regiones:
- Misty Moors: La región del caballero azul (Sir Godber), situada al noroeste. Los monstruos que habitan aquí son troggs equipados con hachas y lanzas así como sus bestias de combate. También se encuentra la ciudad de Highwood, con su Alto Templo donde el jugador puede comprar y vender objetos mágicos.

- Wetlands: La región del caballero rojo, (Sir Edward), situada al sureste. Sus monstruos son Trolls y hombres de barro, y en ella se halla la ciudad de Waterdeep, con Mythral el Místico, quien puede mejorar las habilidades del jugador a cambio de oro (o reducirlas aleatoriamente).

- Great Forest: La región del caballero verde (Sir Jeffrey), en el suroeste del mapa y habitada por troggs y hombres-rata. En ella se encuentra Stonehenge, donde el jugador puede obtener una vida mediante la donación de un objeto mágico.

- Northern Wastelands: La región del caballero naranja (Sir Richard), al noreste. Entre sus monstruos se encuentran troggs y baloks. Aquí se sitúa la torre de Math el mago, quien recompensa al jugador o le transforma en rana si solicita su ayuda repetidamente.

La mecánica de juego consiste en dos modos: la exploración por turnos y el combate en tiempo real.
En el modo por turnos, cada jugador puede desplazarse una distancia limitada sobre el mapa del juego y visitar varias localizaciones. Los jugadores visitarán principalmente los diversos dólmenes situados en el mapa. Estos lugares representan áreas guardadas por bestias enemigas, y acceder a ellos activará el segundo modo de juego: lucha en tiempo real. El jugador controla a su caballero e intenta vencer a las bestias mediante el combate con espada, similar a Barbarian (Palace) o Sword of Sodan.
Vencer a las bestias permite al jugador robar los tesoros de ese lugar, los cuales varían dependiendo del algoritmo de colocación aleatoria del juego. Este éxito resulta también la obtención de un punto de experiencia. Estos pueden distribuirse en una de las 3 habilidades: Fuerza, Constitución y Resistencia, cada una hasta un máximo de 5.
La cantidad de puntos de experiencia necesarios para avanzar varía dependiendo del número de jugadores humanos (por ejemplo, en una partida de un jugador son necesarios 3 puntos de experiencia para progresar un nivel, etc.). Esto, combinado con algunas armas poderosas que pueden ser descubiertas o compradas, pueden potenciar las habilidades de combate del jugador. Sin embargo, la dificultad del juego aumenta para compensar - los jugadores con un nivel alto encontrarán más monstruos en sus desplazamientos.
Además de dólmenes, existen también lugares encantados, ciudades donde comprar equipamiento o probar suerte jugando y localizaciones especiales con una papel específico en la historia.
El objetivo último de la exploración es encontrar la guarida que almacena una de las cuatro llaves. El jugador que reúna todas ellas (bien encontrándolas o robándoselas a los rivales) tendrá acceso al Valle de los Dioses, situado en el centro del mapa, donde tendrá que luchar contra el Guardián con el fin de ganar la 'moonstone'. Esta corresponde a una fase lunar aleatoria, y granjea al caballero más poder durante esa fase. La moonstone debe ser devuelta a Stonehenge para completar el juego.
Complicando la búsqueda de cada uno de los jugadores se encuentran los caballeros rivales, que pueden atacar o ser atacados por el jugador, momento en el cual se activa el combate a muerte entre los caballeros, y donde el vencedor puede robar el dinero y equipo del jugador vencido, incluyendo la moonstone.
Tras varios días, aparecerá un dragón que realizará barridos regulares por el mapa. En caso de que un jugador poco entrenado tenga la mala fortuna de encontrarse con el dragón al principio del juego, su derrota es casi inevitable. Los jugadores entrenados, sin embargo, deberían ser capaces de aprovechar el punto débil del dragón, derrotándolo independientemente de sus estadísticas. Este punto débil es el cuello; un golpe acertado a él dejará al dragón inmóvil por un breve periodo de tiempo. Golpes sucesivos desde abajo lo mantienen en ese estado, pues cada tajo aturde al dragón lo suficiente como para que el caballero se recupere y pueda asestar otro ataque.